# Rafał Szombierski
Rafał Szombierski (ur. 12 marca 1982 w Pyskowicach) – polski żużlowiec. 

## Życiorys
Wychowanek RKM-u Rybnik. Licencję, do której przygotował go trener Jan Grabowski, zdał w 1998 roku.
27 marca 2020 prowadząc samochód pod wpływem alkoholu spowodował wypadek, w którym poważnie ucierpiała kobieta. Rafał Szombierski uciekł z miejsca zdarzenia, a następnie został tymczasowo aresztowany.
9 listopada 2021 Sąd Rejonowy w Rybniku skazał Rafała Szombierskiego na 9 lat i 4 miesiące więzienia.

## Kariera klubowa
- RKM Rybnik (1998–2008)
- Ukraina Równe (2009)
- Włókniarz Częstochowa (2010-2013)
- ROW Rybnik (2014-2017)
- Włókniarz Częstochowa (2018-)

## Osiągnięcia
- 1999
  - Finalista Brązowego Kasku (XI m.)
- 2000
  - Srebrny medalista MDMP (Rybnik)
  - Finalista Srebrnego Kasku (nie wystąpił z powodu kontuzji)
  - Półfinalista Indywidualnych Mistrzostw Świata Juniorów (Norrköping – XII m.)
- 2001
  - Półfinalista Indywidualnych Mistrzostw Europy Juniorów (Równe – VII m.)
  - Zdobywca Brązowego Kasku (Gorzów)
  - Brązowy medalista MDMP (Leszno)
- 2002
  - II wicemistrz Europy (Rybnik)
  - Srebrny medalista MMPPK (Piła)
  - Złoty medalista MDMP (Bydgoszcz)
  - Finalista MIMP (Leszno – VI m.)
- 2003
  - Finalista MIMP (Rybnik – VII m.)
  - II wicemistrz Świata juniorów (Kumla)
  - Złoty medalista MMPPK (Piła)
  - Finalista IME (Slany – VI m.)
  - dzika karta na Grand Prix Polski w Bydgoszczy
- 2004
  - Brązowy medalista Mistrzostw Europy Par (Debreczyn – 2004)